# Black Maria

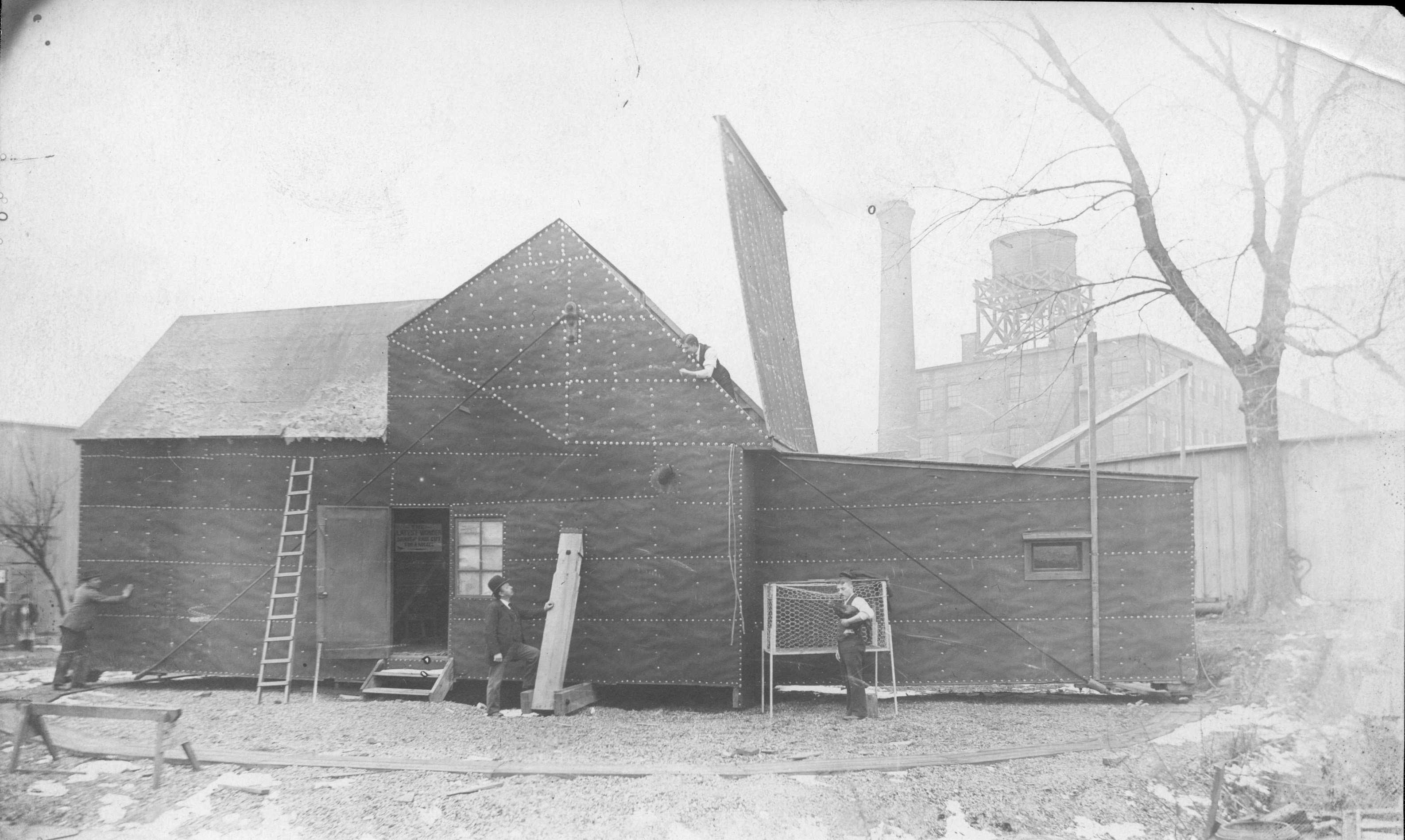
Jedna z pierwszych fotografii studia Black Maria

Black Maria – [blæk maˈɹiːa] (ang.): Czarna Maria (pol.) – pierwsza komercyjna wytwórnia filmowa na świecie. Została wybudowana w 1892 roku przez Williama K.L. Dicksona w West Orange, w stanie New Jersey, na terenie, na którym znajdowały się laboratoria należące do Thomasa Edisona. W latach 1893–1901 produkowano w niej filmy wytwórni "Edison Manufacturing Company".
Filmy wyprodukowane w Black Marii należą do najstarszych w historii kinematografii. Trwały mniej niż jedną minutę i były pokazywane w kinetoskopach, a od roku 1896 wyświetlane na ekranach. Na małej scenie Black Marii filmowano występy znanych cyrkowców, artystów wodewilu, fragmenty sztuk teatralnych i sceny z życia codziennego.
W związku ze wzrostem konkurencji ze strony innych wytwórni filmowych oraz zwiększeniem się zainteresowania filmami kręconymi w oryginalnych sceneriach, a także wobec ograniczoności miejsca w Black Marii, przeniesiono ją w 1901 roku do Nowego Jorku. Dwa lata później zburzono opuszczone budynki wytwórni. W 1954 roku na terenie laboratoriów Edisona wybudowano jej replikę.

## Historia

### Rozwój kamery filmowej Edisona

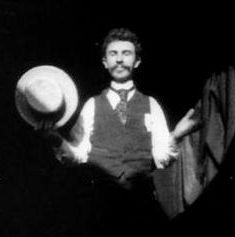
William K.L. Dickson (Portret z Dickson Greeting)

W 1887 roku Edison, zainspirowany seryjnymi zdjęciami faz ruchu ludzi i zwierząt, wykonanymi przez fotografów Eadwearda Muybridge’a i Étienne’a-Jules’a Mareya, sformułował zamiar zaprojektowania aparatu, który by umożliwiał nagrywanie i wyświetlanie na ekranie projekcyjnym ruchomych obrazów. Wyobrażał sobie instrument podobny do wynalezionego przez niego dziesięć lat wcześniej fonografu, wykorzystywanego do nagrywania głosu i muzyki. Prace projektowe nad prototypem urządzenia zwanego kinetoskopem powierzono w roku 1888 szkockiemu inżynierowi Williamowi K.L. Dicksonowi, który, jako fotograf amator, miał odpowiednie przygotowanie podstawowe.

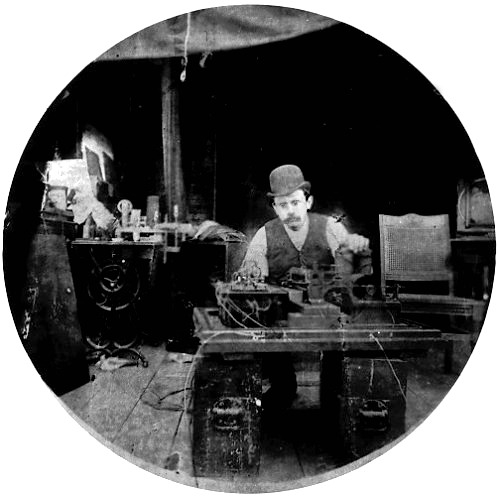
Asystent Dicksona Charles Kayser przed jednym z wcześniejszych prototypów kinetografu

Na początku Dickson próbował, analogicznie do fonografu, zapisywać pojedyncze zdjęcia na specjalnie przygotowanym walcu. Próby te nie doprowadziły do osiągnięcia celu, pomimo wyprodukowania w październiku 1890 roku pierwszych próbnych filmów. Po zaznajomieniu się z artykułami Williama Friese-Greene'a i Mareya o zastosowaniu taśmy celuloidowej, skierował swą uwagę na ten nowy środek do produkcji filmu i skonstruował elektrycznie napędzaną kamerę filmową zwaną kinetografem. Przy jej pomocy można było naświetlać taśmę filmową z prędkością 46 kadrów na sekundę. Do oglądania tych filmów skonstruowano kinetoskop (zograscope – (ang.)), oświetlony żarówką i wyposażony w szkło powiększające. Umożliwiał oglądanie naświetlonej, powtarzającej się taśmy filmowej.
Pierwszy eksperymentalny film pt. "Dickson Greeting", o długości kilku sekund, został nakręcony przy pomocy kinetografu w maju 1891 roku. 20 dnia tegoż miesiąca film ten został wyświetlony grupie gości zwiedzających laboratoria fotograficzne firmy Edison Manufacturing Company. W następnych miesiącach ulepszono zarówno kamerę filmową jak i urządzenia do oglądania filmów. Kinetograf i kinetoskop zostały opatentowane w sierpniu 1891 roku; do 1893 roku były doskonalone.
W październiku 1892 roku, Dickson tak bardzo ulepszył kamerę filmową, że Edison postanowił zaprezentować ją na World´s Columbian Exposition (wystawie światowej w Chicago). Planował również komercyjne wykorzystanie kinetoskopu. Niezbędna była do tego produkcja większej liczby filmów. Ze względu na wymiary, ciężar i trudności z przemieszczaniem kinematografu, utrudniające obsługę w normalnych laboratoriach, postanowiono wybudować specjalnie przeznaczony do kręcenia filmów budynek.

### Budowa studia

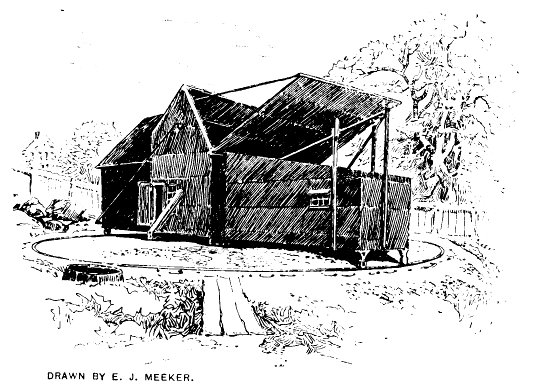
Studio filmowe Black Maria; Ilustracja E. J. Meekera z 1894.

Dickson zaprojektował budynek, w którym mieściła się mała scena i przyrządy do filmowania. Drewniany budynek miał wymiary 15 X 4 m. Ze względu na niską czułość filmu, dach budynku był podnoszony, co pozwalało wykorzystywać do naświetlania światło słoneczne. Aby zapewnić optymalne warunki oświetlenia, zbudowano ten budynek na obrotowej platformie i dodatkowo zainstalowano cztery lampy magnezowe. Aby zapobiec niepożądanemu naświetleniu sceny oraz uzyskać jak największy kontrast między filmowanymi scenami a tłem, wyłożono studio czarną papą. Dickson dumnie opisywał budynek, który nie tylko nie odpowiadał jakimkolwiek wymaganiom architektonicznym, ale również był niezgodny z normami dotyczącymi zastosowanych farb i materiałów budowlanych. Czarna farba ścian i ciasnota wewnątrz budynku doprowadziły do nadania Kinetographic Theater – tak brzmiała oficjalna nazwa studia – miana Black Maria. Było to nawiązanie do malowanych na czarno pojazdów używanych do przewożenia więźniów.
Prace przy budowie Kinetografhic Theater na terenie Edison Manufacturing Company rozpoczęto w grudniu 1892 roku i 1 lutego 1893 roku oddano do użytku pierwsze na świecie studio filmowe. Koszt budowy wyniósł 637,67 dolarów. Początek nagrań filmowych opóźnił się ze względu na działania związane z ulepszeniami kamery oraz z powodu złego stanu zdrowia Dicksona.
Ostatecznie w kwietniu 1893 roku rozpoczęto prace studyjne w Black Marii. Najstarszy znany film wyprodukowany w tym studiu to "Blacksmith Scene" – nostalgiczny film, w którym pracownicy Edisona występują jako kowale. Trwał on około 30 sekund, a został wyświetlony przez Edisona 9 maja 1893 roku słuchaczom wydziału fizyki Brooklym Institute for Arts and Science.
Mimo zapowiedzi, planowana na maj prezentacja kinetoskopu na wystawie światowej nie doszła do skutku. Powodem było opóźnienie w produkcji aparatów do wyświetlania filmów. Prototyp został wyprodukowany na krótko przed prezentacją w Brooklynie; produkcja następnych 25 aparatów przeciągnęła się do marca 1894 roku. W związku z kryzysem gospodarczym w USA i wynikłymi z jego powodu problemami w wytwarzaniu projektorów filmowych produkcja filmowa w 1893 roku ograniczyła się do kilku filmów.

### Początki komercyjnej produkcji filmów

Edison Kinetoscopic Record of a Sneeze

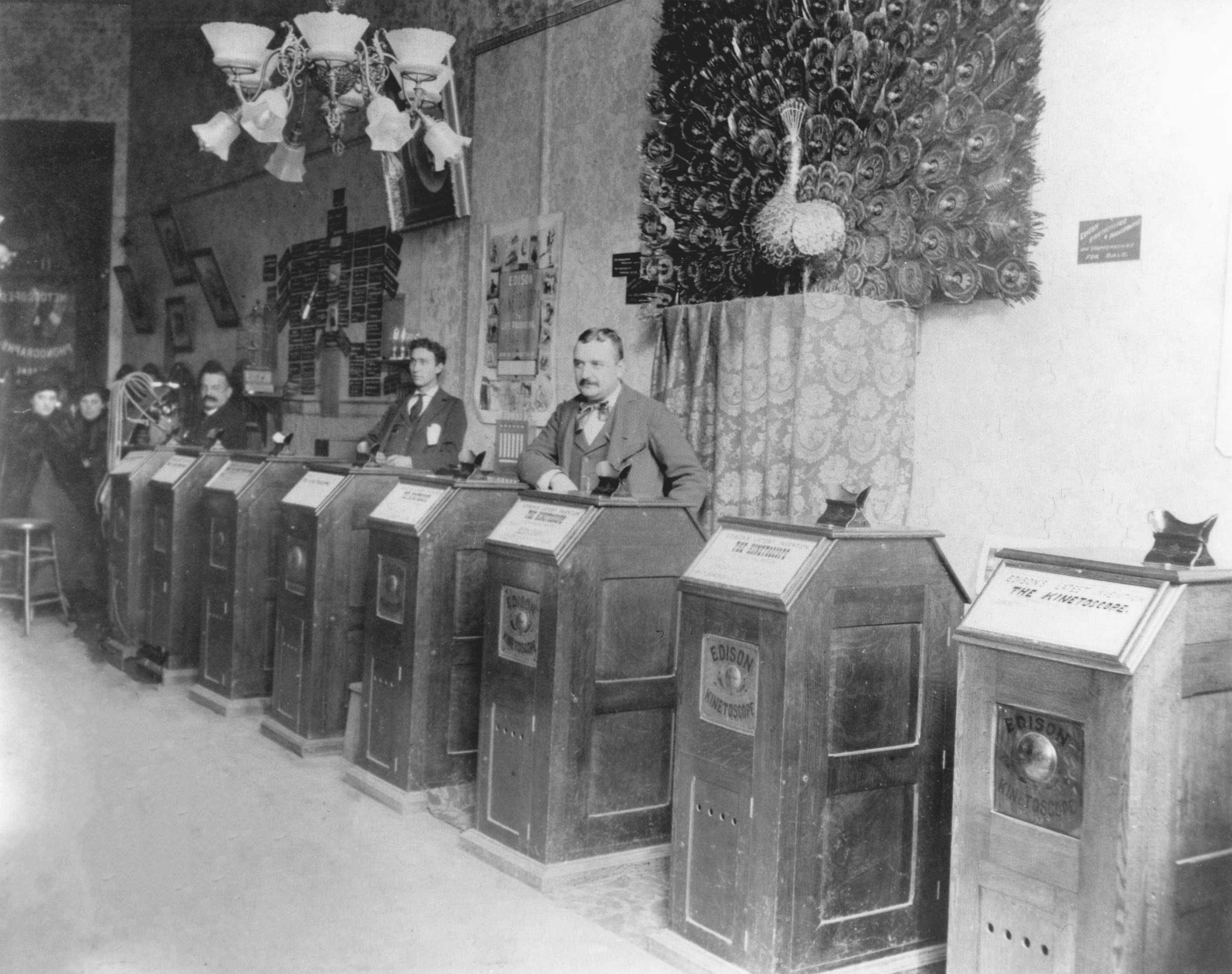
Salon z kinetoskopami w San Francisco, ok. 1895.

Na początku roku 1894 wzmożono wysiłki w celu wprowadzenia kinetoskopu do sprzedaży. W pierwszym tygodniu stycznia Dickson sfilmował swego asystenta Freda Otta zażywającego tabakę i siarczyście kichającego. Film ten nosił tytuł "Edison Kinetoscopic Record of a Sneeze" (znany był też jako "Fred Ott’s Sneeze") i był pierwszym w historii filmem z zastrzeżonym prawem autorskim. Prawo autorskie zostało zgłoszone przez Dicksona 9 stycznia 1894 roku. Film powstał na zlecenie pisma Harper's Weekly. Opublikowano w nim w marcu 1894 roku pojedyncze kadry filmu.
W ciągu następnych miesięcy Dickson i jego asystent William Heise pracowali nad dalszymi filmami, które miały być zaprezentowane publicznie wiosną tego roku. Wielkie zainteresowanie publiczności wzbudziła wizyta znanego kulturysty Eugena Sandowa w laboratorium Edisona. Po spotkaniu z Edisonem nakręcono film z ćwiczeniami Sandowa w czasie rozgrzewki. Po nim zaproszono artystów wodewilu. W marcu nakręcono też pierwsze filmy z kobietami. Była to tancerka Carmecita i akrobatka Ena Bertoldi. Następne filmy, takie jak "Cock Fight", ze zbliżeniami z walki kogutów, czy scenka z baru nakręcona w tym samym stylu co "Blacksmith Scene", nakręcone zostały dla publiczności męskiej.
Wprowadzanie na rynek kinetoskopu powierzono 1 kwietnia roku 1894 firmie Edison Manufacturing Company. Do tej chwili koszty projektu, produkcji prototypu kinetografu i kinetoskopu oraz budowy i pracy studia Black Maria wynosiły 24000 dolarów. Po tym jak z rocznym opóźnieniem wyprodukowano pierwszych dziesięć kinetoskopów, ustawiono je w lokalu prowadzonym przez Holland Brothers przy Broadwayu w Nowym Jorku. Ten tzw. Kinetoskop-Salon został otwarty 14 Kwietnia 1894 roku i wywołał już pierwszego dnia wielkie zainteresowanie publiczności. Wyświetlano dziesięć różnych filmów (w każdym kinetoskopie inny film), między innymi pierwszy nakręcony w Black Marii film: "Blacksmith Scene". Wstęp kosztował 25 centów; za kwotę tę można było obejrzeć pięć różnych filmów.
W połowie maja 1894 roku otwarto następny salon w Chicago, wyposażony w dziesięć kinetoskopów. Ostatnich pięć aparatów z pierwszej serii przedstawiono publiczności 1 czerwca w San Francisco. Edison Manufacturing Company przejęła w międzyczasie również produkcję kinetoskopu i zaspokajała popyt na rynku amerykańskim. W październiku roku 1894 otwarto pierwsze salony w Paryżu i w Londynie, a do końca roku salony w Niemczech, Holandii i w Australii.

### Sukcesy komercyjne
Po upowszechnieniu przez prasę informacji, że kinetoskop, jako nowy cud techniki, jest rzeczą wartą obejrzenia, wielu znanych artystów, będących na występach gościnnych w Nowym Jorku, odwiedzało studio filmowe w West Orange. Występy w filmie przysparzały im jeszcze większej sławy. W filmie pojawili się artyści z cyrku "Barnum and Bailey" i artyści wodewilowi. Na taśmie filmowej uwieczniony został koci cyrk profesora Harry Weltonsa i tresura psów profesora Ivana Tschernoffa. W lipcu 1894 użyto po raz pierwszy kinetoskopu poza studiem w celu sfilmowania występów linoskoczka Juana Cicedo. W latach 1894–1898 występowała wielokrotnie w Black Marii tancerka Annabelle Whitford. Niektóre z nakręconych w tym czasie filmów zostały później ręcznie pokolorowane.
Na jesieni 1894 wystąpili przed kamerą artyści z Buffalo Bill's Wild West Show. Oprócz występów Annie Oakley, kobiety-strzelca wyborowego, i Buffalo Billa, sfilmowano wiele scen z tańczącymi Indianami z plemienia Dakota. Aby sfilmować gwiazdę rodeo Lee Martina na dziko wierzgającym koniu, użyto ponownie trudnej do transportu kamery poza studiem. W końcu listopada 1894 nakręcono w Black Marii filmy najtrudniejsze pod względem realizacyjnym, jak na ówczesne czasy. Przy filmowaniu scen z muzycznej burleski zatytułowanej "A Milk White Flag" wciśnięto do ciasnego studia 34 członków orkiestry marszowej. Kilka dni później filmowano sceny z udziałem strażaków ze straży pożarnej. Aby jak najbardziej urzeczywistnić scenerię, użyto w studiu świec dymnych. Tak więc film pt. "Fire Rescue Scene" był pierwszym filmem, w którym zastosowano efekty specjalne.

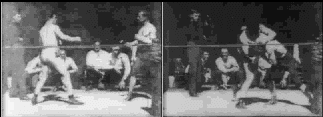
Walka pomiędzy Michaelem Leonardem i Jackiem Cushingem (kadry z filmu)

Oprócz filmowania scen z wodewilu, występów cyrkowców i scen ze świata pracy, odkryto nowy interesujący temat; były nim inscenizowane pojedynki bokserskie. W wielu stanach komercyjne walki bokserskie były w tamtych czasach zabronione. Z tego powodu obiecywano sobie duże zyski, które miała przynieść produkcja filmów o tej tematyce. 15 czerwca 1894 została sfilmowana 6-rundowa walka bokserska między Michaelem Leonardem i Jackiem Cushingiem. Ze względu na brak miejsca w studiu filmowym prowizoryczny ring był mniejszy od standardowego i jedna runda trwała tylko jedną minutę. Chcąc sfilmować każdą rundę bez przerw, użyto w miejsce stosowanych dotychczas taśm o długości ok. 15 m, taśmy o długości 45 m i zmniejszono prędkość przesuwu taśmy z 46 do 30 kadrów na sekundę. Filmy z walk bokserskich były w tamtym czasie najdłużej trwającymi filmami.
Do nakręcania dłuższych filmów skonstruowano większe kinetoskopy, których użyto po raz pierwszy w Nowym Jorku w sierpniu 1894. Umożliwiło to obejrzenie po kolei 6 rund w jednym tylko urządzeniu, z tym że za każdą rundę trzeba było osobno płacić. Cena za jedną rundę wynosiła 10 centów. Film odniósł wielki sukces; w związku z tym, ówczesny bokserski mistrz świata, Jim Corbett wystąpił 7 września w Black Marii, w walce z Peterem Courtneyem. Corbett zwyciężył przez nokaut w 6 rundzie, co zostało szeroko opisane w prasie. Film z tej walki odniósł sukces kasowy i wyświetlano go we wszystkich stanach. W związku z jego dużym powodzeniem, nakręcono dalsze filmy, nie tylko z walk bokserskich, ale również z pojedynków szermierczych.

### Stagnacja

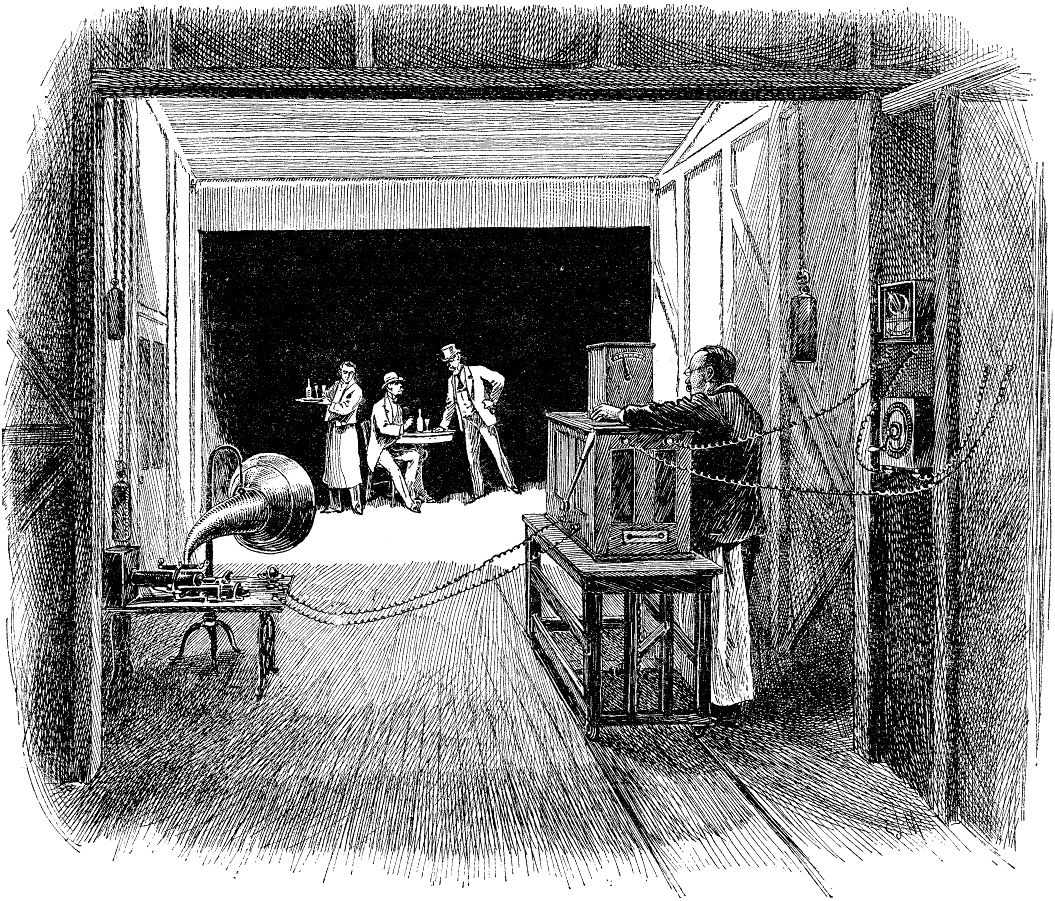
Prace przy nakręcaniu filmu w Black Maria. Stojący po lewej stronie fonograf był używany przy pierwszych próbach udźwiękowienia filmu. Ilustracja E. J. Meekera (1894)

Na początku roku 1895 zachwyt kinetoskopami zaczął słabnąć. Liczba sprzedanych urządzeń i filmów utrzymywała się na stałym poziomie. Na dodatek na rynku pojawił się konkurencyjny produkt: mutoskop, skonstruowany przez Hermana Caslera. Ze względu na fakt, że wynalazek Edisona był chroniony patentem wyłącznie na terenie Stanów Zjednoczonych, wielu europejskich wynalazców pracowało nad skopiowaniem kinetografu.
Reakcją Edisona na taki stan rzeczy była zapowiedź produkcji filmów z oprawą dźwiękową. Dzięki wynalazkowi Dicksona o nazwie kinetofon można było równocześnie wyświetlać film i odtwarzać muzykę z walca fonografu. W nigdy nie wyświetlonym filmie "Dickson Experimental Sound Film" podjęto próbę synchronizacji dźwięku, zaniechano jednak dalszych prac w tym kierunku. Do sprzedawanych od marca 1895 roku kinetofonów oferowano dodatkowo osobne cylindry z dźwiękiem. Ten nowy system nie wzbudził jednak zainteresowania wśród klientów; sprzedano tylko 45 kinetofonów.
Dalszą porażką Edisona było niespodziewane odejście K.L. Dicksona z firmy. Powodem jego rezygnacji był zarówno trwający od miesięcy spór z szefem "Edison Company" Williamem E. Gilmorem, jak i odmienne od Edisona zdanie na temat przyszłości techniki filmowej. Pomimo przekonywających argumentów Dicksona o większych możliwościach techniki projekcji filmów, Edison z powodów finansowych nie chciał zaniechać dalszej produkcji kinetoskopów.
Po odejściu Dicksona odpowiedzialnym za produkcję filmów został William Heise. Jednak jego starania utrzymania produkcji filmów na osiągniętym poziomie nie przyniosły oczekiwanych rezultatów. Główna atrakcja ubiegłego roku nie przyciągała publiczności w lecie 1895 roku. Pierwsze salony z kinetoskopami zaczęły przynosić ich właścicielom straty. Partnerzy Edisona zaczęli wywierać na niego nacisk w celu podjęcia prac konstrukcyjnych nad projektorem filmowym. Związane to było z opublikowaniem wiadomości o pierwszych sukcesach braci Latham w pracach nad wynalezionym przez nich Eidoloskopem.
W sierpniu 1895 roku na stanowisku szefa produkcji filmów zatrudniono Alfreda Clarka. Dzięki niemu zaczęto produkcję filmów o tematyce historycznej. Pomimo że nadal nie dysponowano przenośną kamerą filmową, nakręcono kilka filmów poza studiem. W jednym z nakręconych filmów pt. "The Execution of Mary, Queen of Scots" zastosowano po raz pierwszy animację poklatkową. Jednak i te nowatorskie filmy nie powstrzymały słabnącego zainteresowania kinetoskopami. Clark powrócił do sprawdzonych tematów, to jest do filmów z udziałem akrobatów i tancerzy. W rezultacie musiał się wycofał się wkrótce wycofać z branży filmowej. Po tym jak do końca roku 1895 w ciągu wielu tygodni nie sprzedano ani jednego kinetoskopu, produkcja filmów w Black Marii została całkowicie wstrzymana.

### Ponowne ożywienie dzięki Vitascope

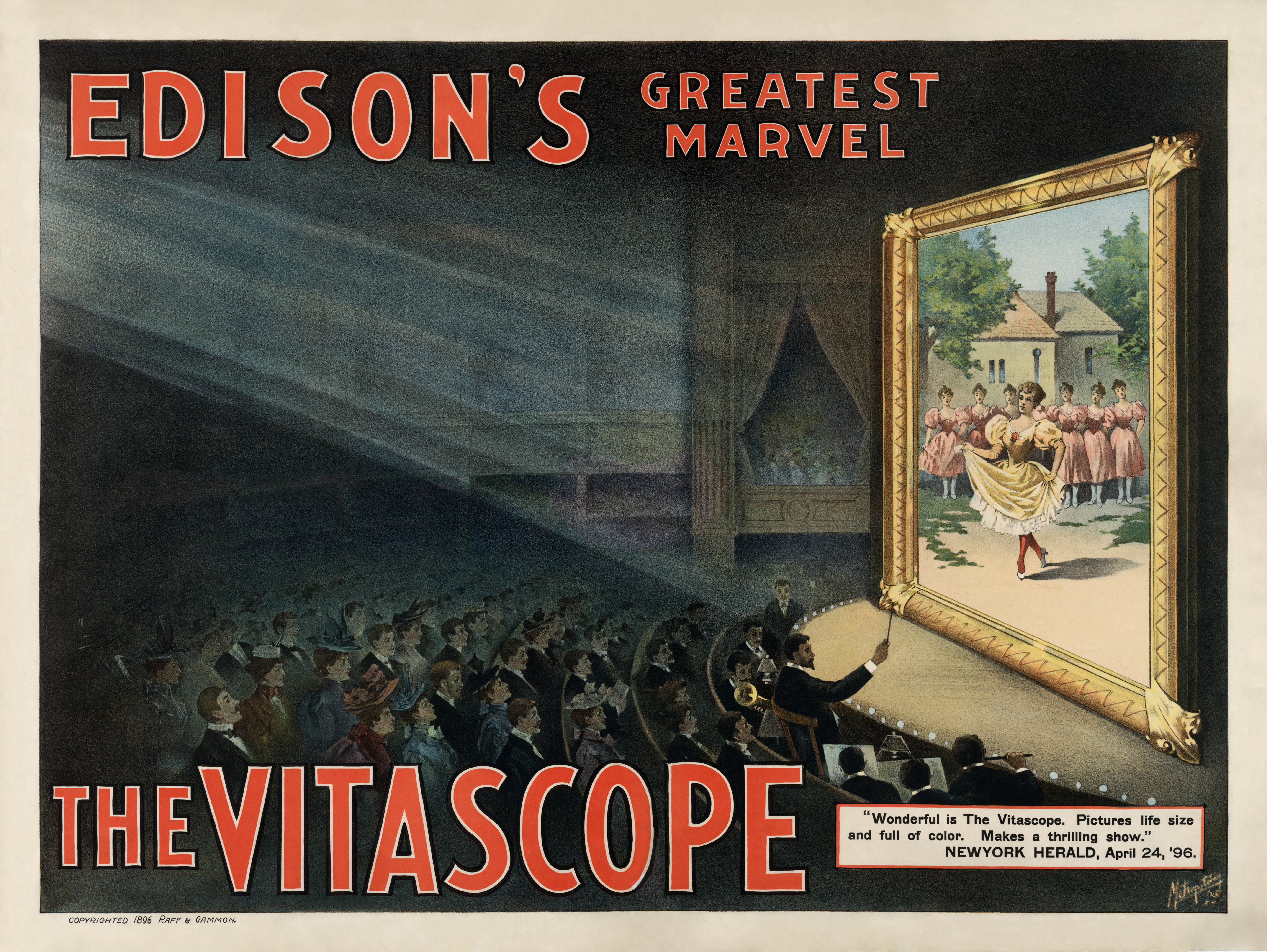
Plakat reklamowy Vitascope Edisona z 1896.

W roku 1896 rozwijający się przemysł filmowy przeżywał radykalne przeobrażenia. Na początku roku Birt Acres i Robert W. Paul w Londynie, bracia Skladanowsky w Berlinie, a przede wszystkim bracia Lumière w Paryżu zaprezentowali swoje nowo skonstruowane projektory filmowe. Tak narodziło się kino. Po tym jak technikom Edisona nie udało się zbudować własnego projektora, Edison Company odkupiła od C. F. Jenkinsa i jego partnera Thomasa Armata patent na skonstruowany przez nich projektor. Projektor ten pod nazwą "Vitascope" został zaprezentowany na wiosnę 1896 roku przez Edison Company jako najnowszy wynalazek Edisona.
Vitascope zaprezentowano po raz pierwszy 23 kwietnia 1896 roku w Nowym Jorku. Przeważnie wyświetlano filmy nakręcone przy pomocy kinetoskopu w poprzednich latach w Black Marii. Między innymi scenę z filmu "A Milk White Flag" i pokolorowany ręcznie film z tancerką Annabelle Whitford. Jedynym nowym filmem, który zaprezentowano podczas premierowego pokazu Vitascopu był film R. W. Paulsa pt. "Rough Sea at Dover"; on też okazał się najpopularniejszym filmem wieczoru.
Sukces filmu "Rough Sea at Dover" uświadomił wytwórni Edison Company fakt, że przy wprowadzaniu na rynek Vitascopu niezbędne będzie nakręcenie nowych filmów. Niestety po miesiącach przerwy, Black Maria znajdowała się w złym stanie technicznym – groziła wręcz zawaleniem. Z powodu niedomykania się dachu na scenie wytwórni było zimno i panowały przeciągi; wielu artystów odmawiało pracy przed kamerą w takich warunkach. Dopiero w kwietniu, po nadejściu cieplejszych dni (i po zatrudnieniu na stanowisku kierownika produkcji Jamesa H. White’a), przystąpiono do regularnych prac studyjnych.
W połowie kwietnia, na zlecenie pisma "New York World", nakręcono w Black Marii scenę, w której wystąpiła May Irwin i John C. Rice. Scena pochodziła ze sztuki teatralnej pt. "The Widow Jones" (Wdowa Jones) i kończyła się pocałunkiem protagonistów. W efekcie powstał film "The Kiss" (Pocałunek), który miał premierę pod koniec kwietnia i stał się najpopularniejszym filmem roku.

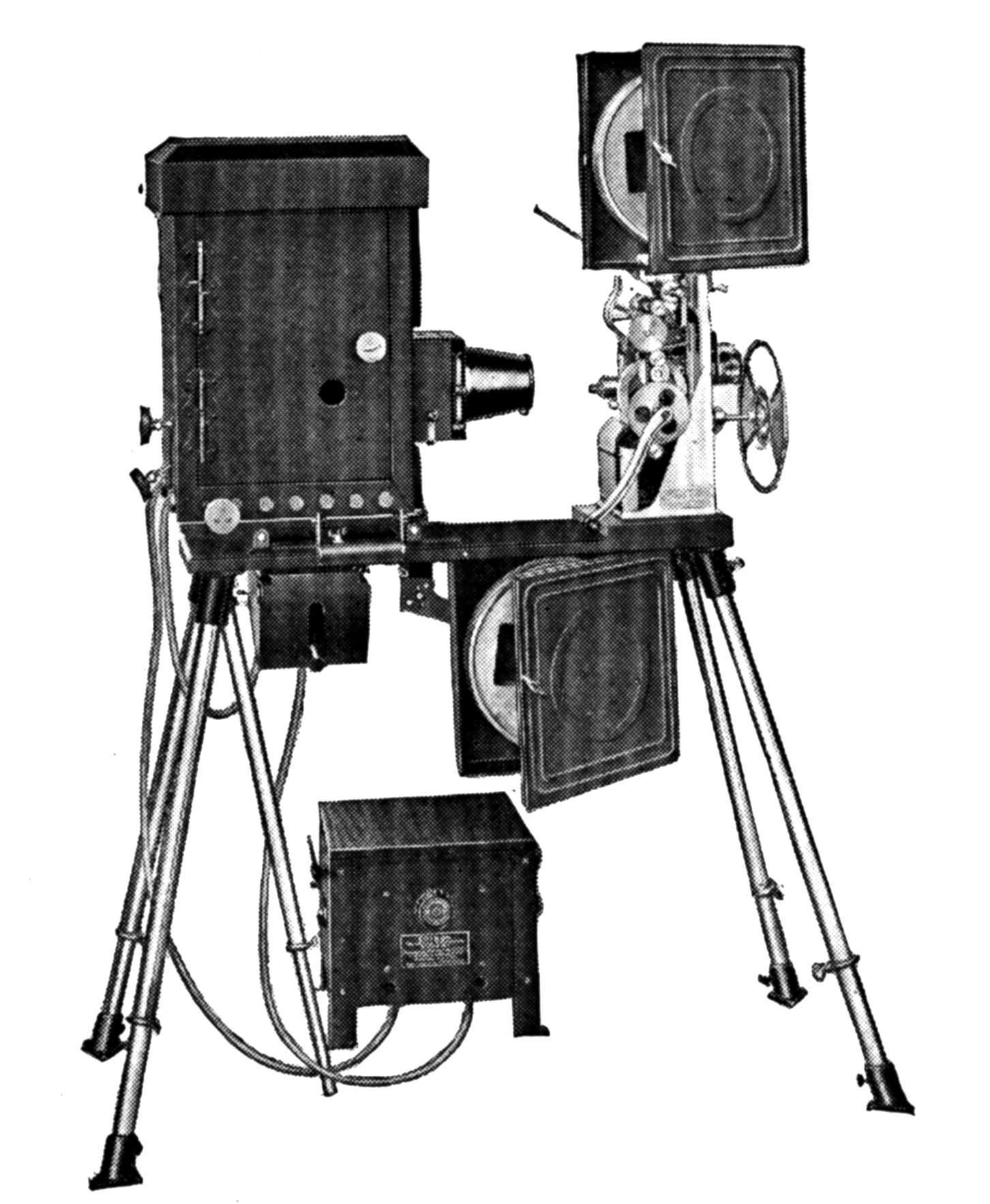
Zdjęcie Projecting Kinetoscope opublikowane w roku 1914

Miesiąc później zbudowano w laboratorium Edisona przenośną kamerę filmową. Kamera ta umożliwiła Edison Company nakręcanie filmów w plenerze bez specjalnych trudności technicznych. Nakręcone nią filmy dokumentalne mogły konkurować z filmami braci Lumière czy R.W. Paulsa. Do najbardziej imponujących filmów nakręconych przy użyciu nowej kamery należały zdjęcia wodospadu Niagary.
Nowa kamera stała się również konkurencyjna dla uciążliwego stacjonarnego wyposażenia umieszczonego w Black Marii. Produkowane filmy dokumentalne cieszyły się szczególną popularnością i jednocześnie były tańsze w produkcji od filmów nagrywanych w Black Marii. Od tej pory aktorzy i artyści, którzy dotychczas w celu produkcji filmu byli zmuszeni jechać do New Jersey, mogli być dzięki przenośnej kamerze filmowani bezpośrednio w teatrze. Dodatkowo, urządzono na dachu spółki dystrybucyjnej Raft & Gammon prowizoryczne studio filmowe, które wykorzystywano równolegle z Black Marią w lecie 1896 roku.
W lecie roku 1896 przedstawiono też Vitascope w innych stanach USA, gdzie urządzenie to spotkało się z rosnącą konkurencją kinematografu braci Lumière i Eidoloscopu Lathamsa. We wrześniu William K.L. Dickson, jeden z założycieli American Mutoscope and Biograph Company, zaprezentował swoje urządzenie o nazwie Biograph, które przewyższało pod względem technicznym Vitascope. Klienci Edisona zaczęli coraz częściej narzekać, nie tylko na fotograficznie złej jakości dwuipółletnie filmy, ale również na ich zły stan techniczny. Reakcją Edisony było porzucenie Vitascope, który stał się przestarzałym urządzeniem w ciągu tylko kilku miesięcy, i zaprojektowanie ulepszonego projektora o nazwie Projecting Kinetoscope. Jednocześnie Edison zwrócił uwagę na fakt, że sprzedaż produkowanych filmów przynosi wyższe zyski niż dystrybucja i sprzedaż projektorów. W ciągu roku 1896 dochody pochodzące ze sprzedaży projektorów wyniosły 21 000 dolarów, a dochody uzyskane przy sprzedaży filmów wyniosły ponad 84 000 dolarów.

### Walka konkurencyjna

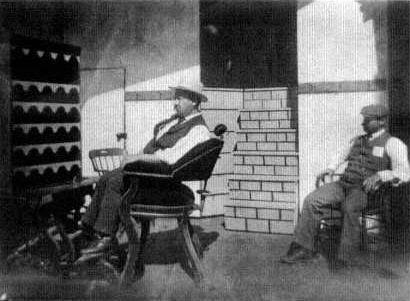
William Heise (z lewej) w scenografii do filmu "What Demoralized the Barbershop" (1897/98)

Zimą na przełomie lat 1896/1897 przyspieszono produkcję nowych filmów. Ze względu na to, że europejskie filmy przyciągały do kin rzesze widzów, J. H. White i W. Heise starali się wykorzystać te same tematy co bracia Lumière. Nakręcono więc wiele filmów o tematyce związanej z koleją. Szczególną popularnością cieszyły się filmy, o podróży koleją, nakręcone z perspektywy maszynisty, w których kamera była montowana na przodzie lokomotywy. W tym samym czasie wzmożono również produkcję filmów w Black Marii. Nawet sam Edison stanął po raz pierwszy osobiście przed kamerą i zagrał rolę genialnego wynalazcy, w filmie pt. "Mr. Edison at work in His Chemical Laboratory", w scenografii laboratorium chemicznego.
W lecie roku 1897, aby zareagować na rosnącą popularność filmów firmy Biograph Company, rozpoczęto nagrywanie filmów o tematyce związanej z aktualnymi zainteresowaniami. J. H. White wyruszył w podróż, która prowadziła wpierw po Stanach Zjednoczonych a następnie do Meksyku, Japonii i w końcu do Chin. W ciągu jego dziesięciomiesięcznej podróży towarzyszył mu operator kamery Frederick w. Blechynden. W. Heise pozostał w New Jersey i był odpowiedzialny za wywoływanie dostarczanych negatywów taśmy filmowej. Oprócz tego nakręcił w tym samym czasie 25 przez siebie reżyserowanych filmów, z których tylko część nakręcono w Black Marii. Wśród tych filmów znajdował się jego najpopularniejszy film roku 1898, komedia pt. "What Demoralized the Barbershop"
Jeszcze przed powrotem White’a, amerykańska opinia publiczna została wstrząśnięta wybuchem wojny amerykańsko-hiszpańskiej. Ze względu na spadające zainteresowanie publiczności wyświetlanymi filmami, wybuch wojny nastąpił w korzystnym momencie dla młodego przemysłu filmowego. Biograph Company zwróciła, jako pierwsza, uwagę na możliwość przyciągnięcia publiczności produkcją filmów o tematyce patriotycznej. Nakręcono pierwsze filmy o eksplozji na USS Maine, która była przyczyną wybuchu wojny. Filmy Biograph Company, zakończone widokiem flagi amerykańskiej, były przyjmowane entuzjastycznie przez widownię. Edison musiał zareagować na sukcesy Biograph Company, która w międzyczasie stała się największą wytwórnią filmową w Stanach Zjednoczonych. Również jego wytwórnia zaczęła produkcję filmów wojennych. Ze względu na brak własnej obsługi, wysłany został na Kubę wynajęty kamerzysta. Aby zaspokoić rosnące zapotrzebowanie na filmy wojenne, kupowano dodatkowo filmy od nowo powstałej wytwórni Vitagrapg Company. Dopiero po powrocie White’a do West Orange, możliwa była przy użyciu stałej obsady z Edison Company, produkcja filmów patriotycznych, w których rekonstruowano przed kamerą sceny z pola bitwy.
Wytwórnia Black Maria odgrywała w tym czasie podrzędną rolę. Scena wykorzystywana była do kręcenia krótkich komedii. W serii "Adventures of Jones" czy w filmie "The Astor Tramp" występował często sam White. Filmem White’a "Cripple Creek Bar-Room Scene" zapoczątkowano produkcję westernów. Z powodu coraz większego uzależnienia od kooperujących producentów – White i Heise byli odpowiedzialni za około połowę rozprowadzanych przez Edisona filmów – doszło w Edison Manufacturing Company w 1899 roku, do poważnego kryzysu. Podczas gdy, Biograph Company dalej rozwijała produkcję, firma Edisona przeżywała stagnację. Obrót w roku 1899 spadł z 84000 dolarów i z 75000 dolarów w 1897 do 39000 dolarów w 1899. W tym samym czasie wzrosły znacznie koszty produkcji poszczególnych filmów. Dodatkowo, wyprawa mająca na celu nakręcenie scen o poszukiwaczach złota w czasie gorączki złota nad Klondike, stała się finansową porażką. W tej sytuacji, Edison rozważał możliwość sprzedaży jego produkcji filmowej dla Biograph Company, transakcja nie doszła jednak do skutku. Powodem były trudności z uzyskaniem kredytu przez Biograph Company.

### Zakończenie produkcji filmów w West Orange

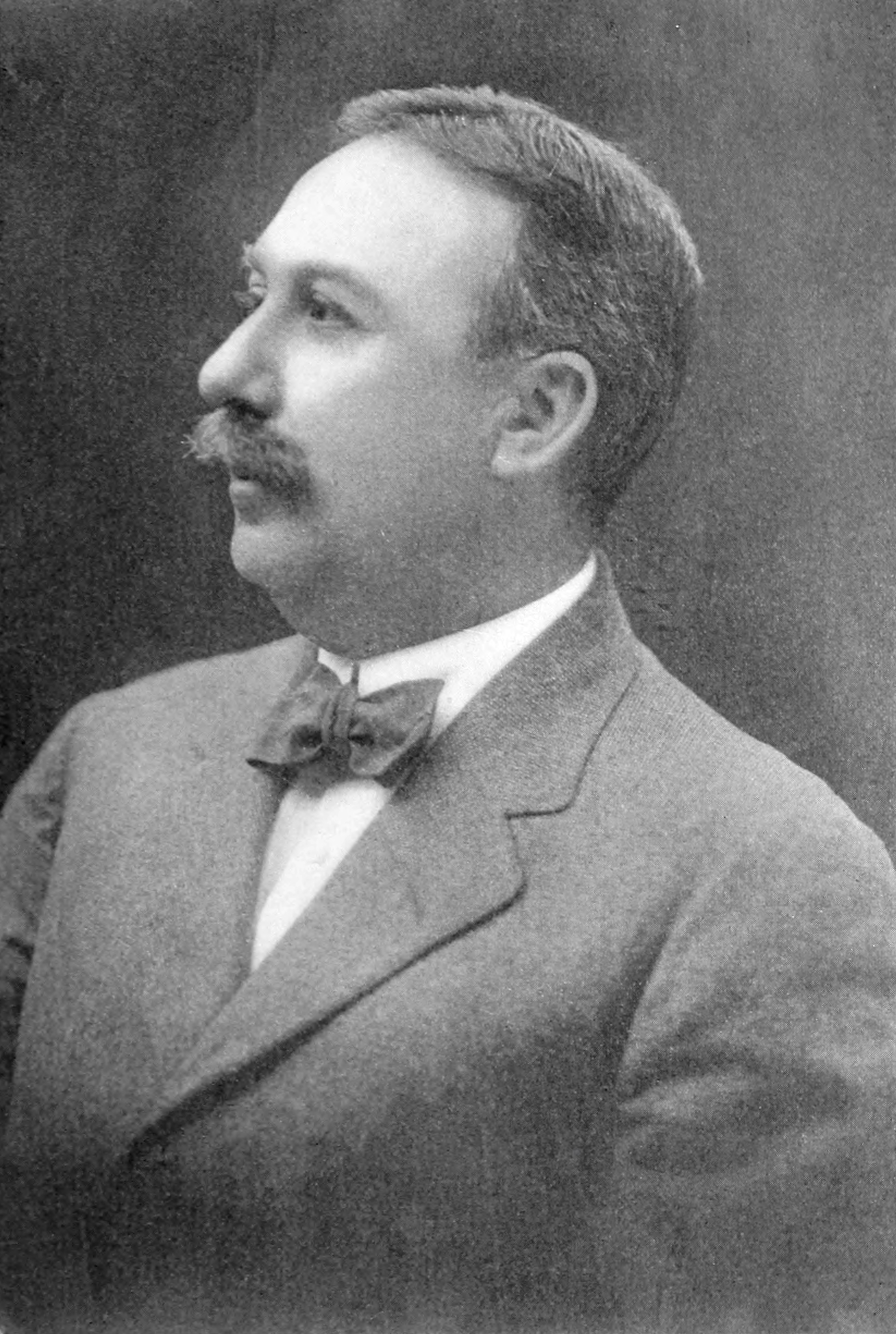
Edwin S. Porter (1901)

Na jesieni roku 1900 zdecydowano w Edison Company zacząć wszystko od nowa. Zarówno kamery filmowe jak i projektory poddano szczegółowemu remontowi. Zatrudniono Edwina S. Portera, który pracując przy obsłudze projektora, posiadał duże doświadczenie w obsłudze kamery i projektora. Już po kilku miesiącach, kiedy to został zatrudniony jako reżyser i operator kamery przy produkcji filmu "Napad na ekspres", stał się najsłynniejszym amerykańskim twórcą filmowym na początku XX wieku.
Edison Company zadecydowała zbudować nowe studio w Nowym Jorku w dzielnicy Manhattan. Studio Black Maria nie odpowiadało bowiem wymaganiom stawianym nowoczesnym studiom filmowym. Ze względu na coraz większą popularność filmów, montowanych z wielu ujęć, nakręcano sceny w atelier na tle coraz bardziej skomplikowanych i kosztownych scenografii. W Black Marii było za mało miejsca na takie scenografie. Chcąc być uniezależnionym od pogody, wyposażono nowe studio w szklany dach, co gwarantowało możliwość prowadzenia ciągłej produkcji filmowej i w efekcie czyniło Edisona niezależnym od kooperantów z Vitagraph Company. W Styczniu 1901 przeprowadzono się do nowego studia na Manhattanie, zaś studio Black Maria nie było więcej wykorzystywane i po upływie dwóch lat zostało zburzone.
Po wygraniu przez Edisona wielu procesów sądowych, o naruszenie przez jego konkurentów praw patentowych, jego Edison Company nie tylko dogoniła, ale i zrównała się z konkurencją. W 1908 roku, dzięki nowo założonej Motion Picture Patent Company, udało się Edisonowi, podporządkować sobie cały amerykański rynek filmowy. Produkowane przez niego filmy nie poszerzały swoich wartości artystycznych, co w efekcie doprowadziło do całkowitego wstrzymania produkcji filmów w 1918 roku.
W 1940 roku, z okazji premiery filmu biograficznego o Edisonie pt. "Edison, the Man", zbudowano replikę studia Black Maria, która jednak się nie zachowała. Dopiero we wrześniu 1954, na rok przed przyznaniem Laboratoriom Edisona statusu National Historic Site, zbudowano w pobliżu miejsca, w którym znajdowało się uprzednio studio Black Maria, jego replikę. Replika ta zachowała się do czasów dzisiejszych i udostępniona jest do zwiedzania. Imieniem tego byłego studia, nazwano odbywający się od 1981 roku Festiwal Filmów Krótkometrażowych "Black Maria Film Festival", organizowany przez New Jersey City University.

## Znaczenie filmów wyprodukowanych w studiuBlack Mariadla historii filmu
Pomimo wcześniejszego określania braci Lumière i Thomasa Edisona ojcami filmu, to patrząc wstecz niemożliwe jest określenie dokładnej daty powstania lub jednego wynalazcy filmu. Kamerę filmową Dicksona poprzedzały nie tylko kamery Louisa le Princa, Williama Friese-Greene’a czy Émila Reynauda, ale również Zoetrop i Laterna Magica. Mimo to, studio Black Maria uważane jest przez historyków filmu jak np. Leonard Maltin, za miejsce narodzin przemysłu filmowego, bo tutaj właśnie wyprodukowano pierwsze filmy komercyjne.
Odmiennie od pierwszych zdjęć nakręconych przez europejskich pionierów filmu, w których przeważały widoki miast i pejzaże, pierwsze filmy Dicksona i Heise`go nakręcono wyłącznie w studiu Black Maria. Z powodu braku możliwości przenoszenia Kinetografu stała się konieczna budowa studia. Czarny kolor scenerii studia, był według historyka filmu Charlesa Mussera, spowodowany nie tylko potrzebami technicznymi ale i estetycznymi. Czarne tło ukrywało brak przestrzennej głębi motywu i miało równocześnie przypominać zdjęcia faz ruchu Muybridge’a i Mareysa. Według Toma Gunninga, chodziło głównie nie o kompozycję, ale o stylizację ruchu. Te pozornie nieskomplikowanie nakręcone filmy z Black Marii, doprowadziły w efekcie do ugruntowania opinii wielu historyków filmu, z której wynika, że film amerykański XIX w. był filmem naiwnym, prymitywnym i niedokończonym. Natomiast Thomas Elsaesser dopatrzył się w tej stylizacji zapowiedzi klasycznego filmu z Hollywood, według niego studio Black Maria było prototypem systemu studyjnego.
Filmy z Black Marii odzwierciedlały nie tylko piękno fotografii XIX wieku. Paul C. Spehr wskazuje na to, że Edison, od początku uważał kinematograf za logiczne następstwo fonografu. Obydwa urządzenia służyły do nagrywania – ruchu lub dźwięku. Analogicznie do nagrań fonograficznych phonograph records, pierwsze z zastrzeżonymi prawami autorskimi filmy Dicksona określano mianem nagrań kinetoskopowych kintetoscope records. Tak samo, jak w przypadku komercyjnie rozprowadzanych przez Edisona nagrań fonograficznych wywodzących się z kręgu muzyki rozrywkowej, tak i w początkowej fazie produkcji filmowej nakręcano przy pomocy kinematografu sceny z udziałem artystów cyrku i wodewillu. W związku z wprowadzeniem projektorów vitaskop, nastąpiła zmiana tematyki nakręcanych filmów. Kręcono krótkie sceny ze sztuk teatralnych jak np. "Pocałunek" z musicalu "The Widow Jones" (ang.) (Wdowa Jones). Według Davida Robinsona doszło w tym wypadku do zrównania tematów z tematami wyświetlanymi w laterna magica. Pomimo coraz bardziej skomplikowanej inscenizacji, która spowodowana sukcesami Biograph Company wymagała wyszukanej scenografii w Black Marii, to nawet późniejsze filmy z tego studia zawierały niewiele elementów narracyjnych. Filmy te pozostały do końca przykładem typowego "kina atrakcji".
Podobnie jak w wodewilu, pierwsze filmy Edison Company skierowane były do publiczności wywodzącej się z klasy średniej. Dopiero możliwość projekcji filmów umożliwiła dostęp do nowego medium również klasie robotniczej, która na początku XX wieku opanowała "Nickelodeon" czyli kino. Według opinii W. Bernarda Carlsona, Edison nie stanął na wysokości zadania w tej przejściowej fazie – jego sposób myślenia był nadal głęboko zakorzeniony w XIX wieku – natomiast w końcu lat 1890 w społeczeństwie amerykańskim dokonywało się wiele przemian kulturowych i społecznych. Podczas gdy filmy z Black Marii skierowane były do coraz bardziej zmniejszającej się publiczności, filmy francuskie i Biograph Company odgrywały olbrzymi wpływ na szerokie masy klasy robotniczej. Musser zauważa już we wcześniejszych filmach Dicksona, takich jak np. "Blacksmith Scene", nostalgiczne upiększanie świata pracy, co stało w skrajnej sprzeczności z pierwszymi filmami braci Lumère.
Bardziej niż dopasowanie tematyki filmowej do klasy średniej, rzucała się w oczy koncentracja na publiczności męskiej. Według Robinsona, Edison Company jeszcze przed otwarciem pierwszego salonu kinetoskopowego w kwietniu 1894, uznała publiczność męską za docelową grupę publiczności. Według C. Mussera takie nastawienie spowodowane było homogenicznym otoczeniem, w którym te filmy powstały. Przy pracy nad wynalezieniem kamery zatrudnieni byli wyłącznie mężczyźni, tak więc w pierwszych filmach Edisona przed kamerą występowali również wyłącznie mężczyźni. Męski świat pracy, przedstawiony np. w Blacksmith Scene, odpowiadał doświadczeniom pierwszych filmowców. Gdy tancerka Carmencita, jako pierwsza kobieta, wystąpiła przed kamerą, sfilmowana została jako obiekt pożądania seksualnego, który miał zaspokoić męski voyeuryzm. Obok tej – z dzisiejszego punktu widzenia – powściągliwej seksualności, dominującą cechą pierwszych filmów z Black Marii była męska przemoc. Walki bokserskie, walki kogutów czy niespotykane filmy, w których sfilmowano psy rozszarpujące szczury, wzbudzały wielką sensację. Dopiero po tym jak salony kinetoskopowe wzbudziły zwiększone zainteresowanie kobiet, zmienił się repertuar Edison Company i nakręcane filmy nadawały się do oglądania przez całe rodziny.